# Elezioni presidenziali in Portogallo del 1991
Le elezioni presidenziali in Portogallo del 1991 si tennero il 13 gennaio.

## Risultati
| Mário Soares          | Partito Socialista                                                   | 3 459 521 | 70,35 |  |  |  |  |  |
| Basílio Horta         | Partito del Centro Democratico Sociale - Partito Popolare Monarchico | 696 379   | 14,16 |  |  |  |  |  |
| Carlos Carvalhas      | Partito Comunista Portoghese                                         | 635 373   | 12,92 |  |  |  |  |  |
| Carlos Manuel Marques | Unione Democratica Popolare                                          | 126 581   | 2,57  |  |  |  |  |  |
| Totale                | Totale                                                               | 4 917 854 | 100   |  |  |  |  |  |
|                       |                                                                      |           |       |  |  |  |  |  |
| Schede bianche        | Schede bianche                                                       | 112 877   | 2,21  |  |  |  |  |  |
| Schede nulle          | Schede nulle                                                         | 68 037    | 1,33  |  |  |  |  |  |
| Votanti               | Votanti                                                              | 5 098 768 | 62,16 |  |  |  |  |  |
| Elettori              | Elettori                                                             | 8 202 812 |       |  |  |  |  |  |

| Mário Soares          |  | 70,35% |
| Basílio Horta         |  | 14,16% |
| Carlos Carvalhas      |  | 12,92% |
| Carlos Manuel Marques |  | 2,57%  |